# 大连金州体育场

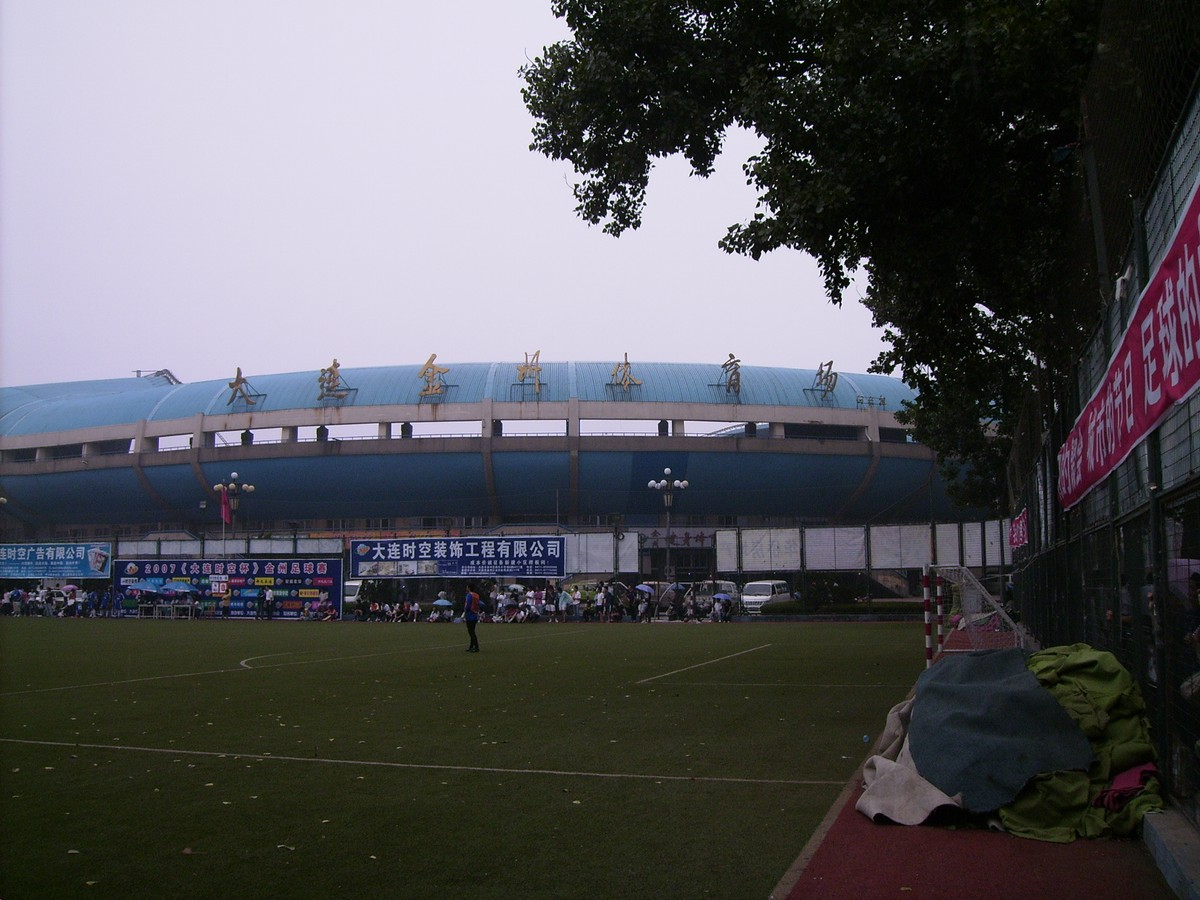

大连金州体育场，座落于辽宁省大连市金州区，是一座可承办足球、田径等运动项目的综合性体育场。总占地面积为7.9万平方米，其中，主体及内场占地3万平方米。现在该体育场可容纳观众30,776人。2020及2022年作为中超联赛大连赛区比赛场馆。

## 简史及现状
以下内容中新金州体育场将被称作金州体育场。
1958年，老金州体育场竣工。当时这座体育场仅能容纳观众12,000人。以现今的标准来看，老金州体育场难以达到目前体育比赛，尤其是足球比赛的要求。
随着中国体育赛事随着改革开放的深入而日渐增多，老金州体育场已经很难满足现代比赛的需求。20世纪90年代，大连市政府决定重建金州体育场。1996年10月26日，新金州体育场动土兴建；1997年6月18日竣工。而在之后，2007年，大连市政府又出资重新整修体育场，包括修缮电子屏幕等设施，使体育场达到了现今的面貌。
该体育场承办的最重量级赛事就是1998年世界杯预选赛亚洲区十强赛，1997年10月31日中国队主场迎战卡塔尔队的比赛。在这场关乎出线的关键大战中中国队以2：3败北。而最终中国队在本次比赛中以3胜2平3负的战绩名列小组第三，未能冲入1998年世界杯决赛圈，也从此留下“金州没有眼泪”的说法。
后来，该体育场成为了中国足球超级联赛大连实德足球俱乐部的主场。在这座体育场中，大连实德曾经多次获得甲A、中超以及中国足协杯的桂冠；这里也成为了大连足球甚至大连体育的象征之一。
如同中国其他大型体育场，金州体育场也经常承办演唱会、大型文艺晚会等演出活动。